# Krasna (rejon rożniatowski)
Krasna (ukr. Красне, Krasne) – wieś na Ukrainie w rejonie rożniatowskim obwodu iwanofrankiwskiego.